# Delicious
delicious（デリーシャス）は、かつて存在していたソーシャルブックマークサイト。ジョシュア・シャクターとメメポールにより2003年にサービスを開始した。
カナダの企業であったが、急成長後、2005年12月にアメリカのYahoo!が買収した。
2008年7月にサービス名をdel.icio.usからdeliciousに変更した。2011年4月にはチャド・ハーリー、スティーブ・チェン によりYahooから買収され、新会社AVOSに移管されることが明らかとなった。
2017年6月1日にPinboardによって買収され、ブックマーク機能は使用不可能となった。

## 特徴
ユーザーのタギングによるフォークソノミーにより、使い勝手を向上させている代表的なWeb 2.0サービス。同じような機能を持つサービスにはてなブックマーク、過去にはBuzzurlやlivedoor クリップなどがあった。